# Glinka (przystanek kolejowy)
Glinka – zlikwidowany przystanek kolejowy i ładownia w Glince na linii kolejowej Krzelów – Leszno Dworzec Mały, w powiecie górowskim, w województwie dolnośląskim, w Polsce.